# Пйотр Вєсьоловський
Пйотр Вєсьоловський (молодший, пол. Wiesiołowski, біл. Весялоўскі) гербу Огоньчик (пом. 1621) — державний діяч Великого князівства Литовського та Речі Посполитої, королівський секретар, підскарбій надвірний литовський (1590—1598), маршалок надвірний (1598—1615) і великий (1615—1621) литовський; староста ковенський, тикоцинський, васильківський, румборкський, бержницький, лісничий новодворський і перстунський, невідничий гродненський.

## Життєпис
Народився Пйотр не пізніше 1542 року в сім'ї обозного коронного Пйотра Вєсьоловського та Катажини, доньки гродненського конюшого та войського Богдана Воловича. Мав молодшого брата Яна та сестру Ельжбету. Його батько як державця лісництва перстунського та новодворського, під час одного з полювань урятував життя Сигізмунду Августу, що пізніше посприяло кар'єрі синів на королівському дворі. Батько помер 1556 року й мати призначила опікуном малолітніх Яна та Пйотра свого брата - Остафія Воловича, підканцлера литовського. Останній посприяв навчанню племінників у німецьких реформаційних університетах у Тюбінґені та Ляйпцизі (тільки Ян). Після смерті 1570 року брата Яна, Пйотр став єдиним дідичем Білостока.
На конвокаційному сеймі 1573 року Пйотр був одним із 6 представників від шляхетського стану. Імовірно перед шлюбом із Зофією Любомирською (1579) перейшов до католицької віри.
На рубежі 1570-1580-х років став королівським секретарем Стефана Баторія, був ним, щонайменше, до 1589 року. 1583 року став із надання Стефана Баторія лісничим перстунським і новодворським, по королівському наказу визначав межі в'їздів до лісу для новоствореного міста Ліпська. 

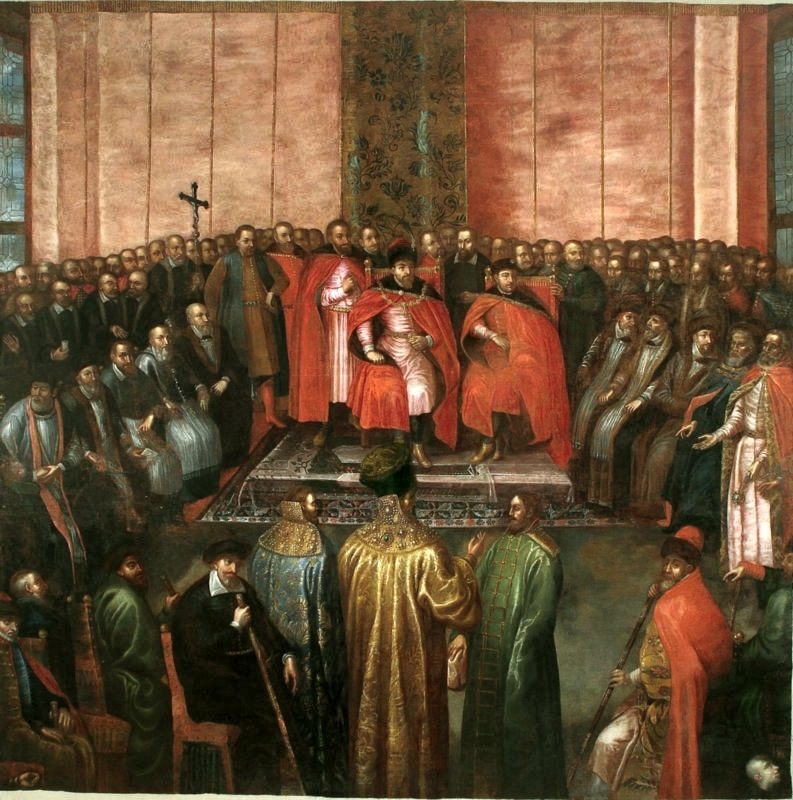
Станіслав Жолкевський представляє королю Сигізмунду III та королевичу Владиславу на Сеймі 1611 р. спійманих царів Шуйських. Томмазо Долабелла (копія невідомого автора). Маршалок надвірний литовський Пйотр Вєсьоловський зображений третім зліва внизу

28 березня 1590 отримав посаду підскарбія надвірного литовського. 1598 року став маршалком надвірним литовським. Бувши рішучим прихильником короля, він виступив проти рокошу Зебжидовського, підписавши спрямований проти рокошан едикт 1607 року.
Протягом життя був старостою ковенським (1592—1618), румбокським (1592—1605), старостою бержницьким і невідничим гродненським (1596-1621), старостою тикоцинським (1602—1614) і васильківським (1602—1619).
30 вересня 1614 року предав у цесію староство тикоцинське синові Кшиштофові. 25 червня 1615 року був номінований на посаду маршалка великого литовського, на якій перебував до кінця життя.
Помер 1621 року. Був похований у крипті під вівтарем у заснованому ним костелі в Білостоці. 

## Маєтності та фундації

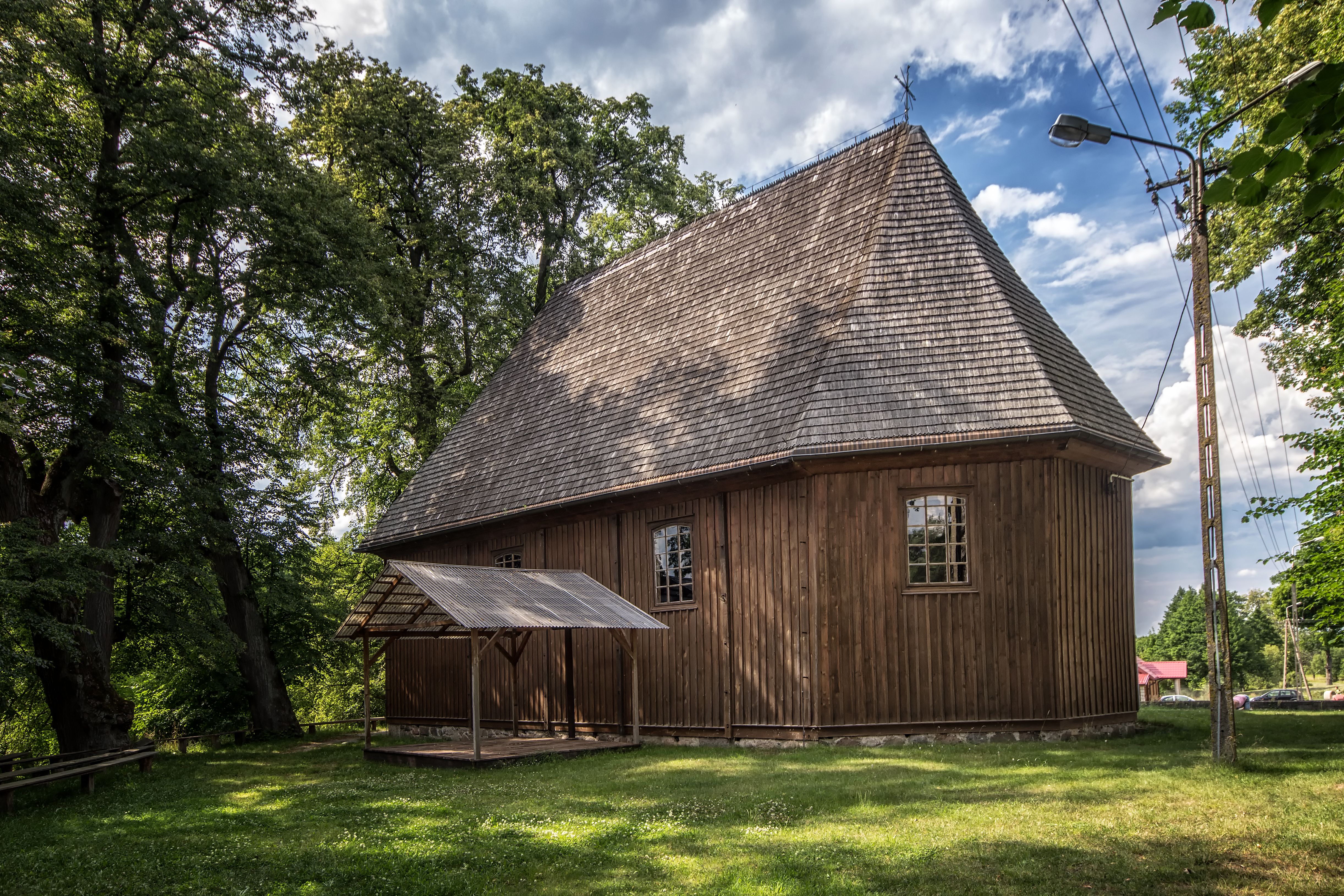
Костел святої Анни в Каменній-Старій

Близько 1570 року збудував у Білостоці мурований оборонний замок, архітектором якого був Йов Претвич. Той замок після пізніших перебудов став Палацом Браницьких. Володів літньою резиденцією у Каменній-Старій (поблизу Домброви-Білостоцької). 1581 року став фундатором першого дерев'яного костелу у Білостоці, а 1617 року розпочав будівництво нового мурованого костелу, яке закінчив його син Кшиштоф 1626 року. Збудував також костели в Малашувці (1595, тепер - частина міста Домброва-Білостоцька) і Ходорувці-Старій (1617), а також костел св. Анни у Каменній-Старій, який вважається найстарішою дерев'яною будівлею на Підляшші.

## Сім'я
1579 року одружився з Зофією, донькою Станіслава Любомирського та Барбари з Грушовських. Подружжя мало трьох синів і трьох доньок:
- Міколай[be] (пом. 1634) — каштелян жмудський (?—1634), похований у Тикоцині;
- Мацей (пом. 1625) — староста румборкський (1603—1625);
- Кшиштоф (пом. 1637) — маршалок великий литовський (1623—1637);
- Анна — дружина Яна Халецького[be] (?—1615), мечника великого литовського;
- Ельжбета (Гальшка) — дружина 1) Вінцента Войни[be], ротмістра, старости інтурського; 2) князя Юрія Крошинського;
- Катажина — дружина Дмитра Карпа, підвоєводи віленського.